# Polgármester-választások Gerjenben
1990 és 2019 között nyolc rendes és egy időközi polgármester-választást  tartottak Gerjenben.
A kilenc választás során négy polgármester nyerte el a választók többségének bizalmát. 2014 óta Romhányi Károly a Tolna megyei község első embere.
2019-ig mindig több jelölt indult a választásokon, a részvételi hajlandóság pedig igen szélsőséges volt.

## Háttér
Az ezerkétszáz lelkes község Tolna megye keleti szélén, Paks és Szekszárd között félúton, a Duna partján fekszik.
A 20. század második felében mindig Paks környékéhez tartozott, 2013 óta az újra létrejövő Paksi járás része.
A rendszerváltást megelőzően a község önálló tanáccsal működött, amelynek élén a nyolcvanas évek második felében Házi László állt.

### Alapadatok
| Év   | Év   | Jelöltek | Részvétel |
| ---- | ---- | -------- | --------- |
| 1994 | 1994 | 3        | 58%       |
| 1998 | 1998 | 3        | 68%       |
| 2002 | 2002 | 2        | 76%       |
| 2006 | 2006 | 2        | 64%       |
|      | 2007 | 2        | 42%       |
| 2010 | 2010 | 3        | 52%       |
| 2014 | 2014 | 3        | 58%       |
| 2019 | 2019 | 1        | 34%       |

Az önkormányzati választásokon igen eltérő mértékben vettek részt a szavazópolgárok. Volt olyan választás, ahol a polgárok háromnegyede ment el voksolni (2002), de volt olyan is, amikor alig egyharmaduk adta le a szavazatát (2019). (Az 1990-es választásokról nem állnak rendelkezésre részletes adatok.)
A település lakóinak a száma 1200 és 1500 között mozgott a rendszerváltás óta, jellemzően csökkenést mutatva. A község lélekszámából fakadóan a képviselő-testület létszáma előbb 9 fős volt, majd a 2010-es önkormányzati reformot követően 6 fős lett. A választójogosultak száma 1000 és 1100 körül között ingadozott.
| Alapadatok (1990-2019) | Alapadatok (1990-2019) | Alapadatok (1990-2019) | Alapadatok (1990-2019) | Alapadatok (1990-2019) | Alapadatok (1990-2019) | Alapadatok (1990-2019) | Alapadatok (1990-2019) |
| Év                     | Év                     | Nap                    | Lakók                  | Lakók                  | Választó- jogosult     | Szavazó                | Részvétel              |
| Év                     | Év                     | Nap                    | száma                  | +/–                    | Választó- jogosult     | Szavazó                | Részvétel              |
| ---------------------- | ---------------------- | ---------------------- | ---------------------- | ---------------------- | ---------------------- | ---------------------- | ---------------------- |
| 1990                   | 1990                   | szept.30.              | 1 472                  | (nincs adat)           | (nincs adat)           | (nincs adat)           | (nincs adat)           |
| 1994                   | 1994                   | dec.11.                | 1 410                  | −62                    | 1 052                  | 615                    | 58,5%                  |
| 1998                   | 1998                   | okt.18.                | 1 346                  | −64                    | 1 043                  | 714                    | 68,5%                  |
| 2002                   | 2002                   | okt.20.                | 1 389                  | +43                    | 1 110                  | 844                    | 76,0%                  |
| 2006                   | 2006                   | okt.1.                 | 1 335                  | −54                    | 1 076                  | 690                    | 64,1%                  |
|                        | 2007                   | dec.9.                 | (nincs adat)           | (nincs adat)           | 1 057                  | 449                    | 42,5%                  |
| 2010                   | 2010                   | okt.3.                 | 1 283                  | −52                    | 1 052                  | 543                    | 51,6%                  |
| 2014                   | 2014                   | okt.12.                | 1 249                  | −34                    | 1 036                  | 599                    | 57,8%                  |
| 2019                   | 2019                   | okt.13.                | 1 257                  | +8                     | 1 021                  | 345                    | 33,8%                  |

## Választások
| \| 1990 \| |                                         |          |                 |
| Jelölt     | Jelölt                                  | Szavazat | Szavazat        |
|            | Szabó Elemér –                          | n.a.     | n.a.            |
|            | {{{jelölt2}}} –                         |          | {{{százalék2}}} |
|            | {{{jelölt3}}} –                         |          | {{{százalék3}}} |
|            | {{{jelölt4}}} –                         |          | {{{százalék4}}} |
|            | {{{jelölt5}}} –                         |          | {{{százalék5}}} |
|            | {{{jelölt6}}} –                         |          | {{{százalék6}}} |
|            | {{{jelölt7}}} –                         |          | {{{százalék7}}} |
|            | {{{jelölt8}}} –                         |          | {{{százalék8}}} |
|            | {{{jelölt9}}} –                         |          | {{{százalék9}}} |
|            | további jelöltekről nincs elérhető adat |          |                 |
|            |                                         |          |                 |
| 1990       |                                         |          |                 |

| \| 1994 \| \| Részvétel: 58% \| |                       |                |                 |
| Jelölt                          | Jelölt                | Szavazat       | Szavazat        |
|                                 | Szabó Elemér –        | 332            | 54,2%           |
|                                 | Csík Károlyné –       | 237            | 38,7%           |
|                                 | Vargáné Vajda Mária – | 44             | 7,2%            |
|                                 | {{{jelölt4}}} –       |                | {{{százalék4}}} |
|                                 | {{{jelölt5}}} –       |                | {{{százalék5}}} |
|                                 | {{{jelölt6}}} –       |                | {{{százalék6}}} |
|                                 | {{{jelölt7}}} –       |                | {{{százalék7}}} |
|                                 | {{{jelölt8}}} –       |                | {{{százalék8}}} |
|                                 | {{{jelölt9}}} –       |                | {{{százalék9}}} |
|                                 |                       |                |                 |
|                                 |                       |                |                 |
| 1994                            |                       | Részvétel: 58% |                 |

| \| 1998 \| \| Részvétel: 68% \| |                     |                |                 |
| Jelölt                          | Jelölt              | Szavazat       | Szavazat        |
|                                 | Molnár József –     | 581            | 82,5%           |
|                                 | Kis Miki András –   | 81             | 11,5%           |
|                                 | Holik Lászlóné MSZP | 42             | 6,0%            |
|                                 | {{{jelölt4}}} –     |                | {{{százalék4}}} |
|                                 | {{{jelölt5}}} –     |                | {{{százalék5}}} |
|                                 | {{{jelölt6}}} –     |                | {{{százalék6}}} |
|                                 | {{{jelölt7}}} –     |                | {{{százalék7}}} |
|                                 | {{{jelölt8}}} –     |                | {{{százalék8}}} |
|                                 | {{{jelölt9}}} –     |                | {{{százalék9}}} |
|                                 |                     |                |                 |
|                                 |                     |                |                 |
| 1998                            |                     | Részvétel: 68% |                 |

| \| 2002 \| \| Részvétel: 76% \| |                 |                |                 |
| Jelölt                          | Jelölt          | Szavazat       | Szavazat        |
|                                 | Molnár József – | 570            | 68,2%           |
|                                 | Ürmösy Sándor – | 266            | 31,8%           |
|                                 | {{{jelölt3}}} – |                | {{{százalék3}}} |
|                                 | {{{jelölt4}}} – |                | {{{százalék4}}} |
|                                 | {{{jelölt5}}} – |                | {{{százalék5}}} |
|                                 | {{{jelölt6}}} – |                | {{{százalék6}}} |
|                                 | {{{jelölt7}}} – |                | {{{százalék7}}} |
|                                 | {{{jelölt8}}} – |                | {{{százalék8}}} |
|                                 | {{{jelölt9}}} – |                | {{{százalék9}}} |
|                                 |                 |                |                 |
|                                 |                 |                |                 |
| 2002                            |                 | Részvétel: 76% |                 |

| \| 2006 \| \| Részvétel: 64% \| |                         |                |                 |
| Jelölt                          | Jelölt                  | Szavazat       | Szavazat        |
|                                 | Molnár József –         | 576            | 84,3%           |
|                                 | Deák Sándor Fidesz-KDNP | 107            | 15,7%           |
|                                 | {{{jelölt3}}} –         |                | {{{százalék3}}} |
|                                 | {{{jelölt4}}} –         |                | {{{százalék4}}} |
|                                 | {{{jelölt5}}} –         |                | {{{százalék5}}} |
|                                 | {{{jelölt6}}} –         |                | {{{százalék6}}} |
|                                 | {{{jelölt7}}} –         |                | {{{százalék7}}} |
|                                 | {{{jelölt8}}} –         |                | {{{százalék8}}} |
|                                 | {{{jelölt9}}} –         |                | {{{százalék9}}} |
|                                 |                         |                |                 |
|                                 |                         |                |                 |
| 2006                            |                         | Részvétel: 64% |                 |

| \| 2007 \| Időközi választás \| Részvétel: 42% \| |                   |                |                 |
| Jelölt                                            | Jelölt            | Szavazat       | Szavazat        |
|                                                   | Máté Dénes –      | 340            | 76,2%           |
|                                                   | Deák Sándor –     | 106            | 23,8%           |
|                                                   | {{{jelölt3}}} –   |                | {{{százalék3}}} |
|                                                   | {{{jelölt4}}} –   |                | {{{százalék4}}} |
|                                                   | {{{jelölt5}}} –   |                | {{{százalék5}}} |
|                                                   | {{{jelölt6}}} –   |                | {{{százalék6}}} |
|                                                   | {{{jelölt7}}} –   |                | {{{százalék7}}} |
|                                                   | {{{jelölt8}}} –   |                | {{{százalék8}}} |
|                                                   | {{{jelölt9}}} –   |                | {{{százalék9}}} |
|                                                   |                   |                |                 |
|                                                   |                   |                |                 |
| 2007                                              | Időközi választás | Részvétel: 42% |                 |

| \| 2010 \| \| Részvétel: 52% \| |                    |                |                 |
| Jelölt                          | Jelölt             | Szavazat       | Szavazat        |
|                                 | Máté Dénes –       | 363            | 67,5%           |
|                                 | Bánné Tóth Erika – | 165            | 30,7%           |
|                                 | Taba Zsolt –       | 10             | 1,9%            |
|                                 | {{{jelölt4}}} –    |                | {{{százalék4}}} |
|                                 | {{{jelölt5}}} –    |                | {{{százalék5}}} |
|                                 | {{{jelölt6}}} –    |                | {{{százalék6}}} |
|                                 | {{{jelölt7}}} –    |                | {{{százalék7}}} |
|                                 | {{{jelölt8}}} –    |                | {{{százalék8}}} |
|                                 | {{{jelölt9}}} –    |                | {{{százalék9}}} |
|                                 |                    |                |                 |
|                                 |                    |                |                 |
| 2010                            |                    | Részvétel: 52% |                 |

| \| 2014 \| \| Részvétel: 58% \| |                           |                |                 |
| Jelölt                          | Jelölt                    | Szavazat       | Szavazat        |
|                                 | Romhányi Károly –         | 269            | 45,4%           |
|                                 | Máté Dénes –              | 255            | 43,0%           |
|                                 | Molnár Sándor Fidesz-KDNP | 69             | 11,6%           |
|                                 | {{{jelölt4}}} –           |                | {{{százalék4}}} |
|                                 | {{{jelölt5}}} –           |                | {{{százalék5}}} |
|                                 | {{{jelölt6}}} –           |                | {{{százalék6}}} |
|                                 | {{{jelölt7}}} –           |                | {{{százalék7}}} |
|                                 | {{{jelölt8}}} –           |                | {{{százalék8}}} |
|                                 | {{{jelölt9}}} –           |                | {{{százalék9}}} |
|                                 |                           |                |                 |
|                                 |                           |                |                 |
| 2014                            |                           | Részvétel: 58% |                 |

| \| 2019 \| \| Részvétel: 34% \| |                   |                |                 |
| Jelölt                          | Jelölt            | Szavazat       | Szavazat        |
|                                 | Romhányi Károly – | 307            | 100%            |
|                                 | {{{jelölt2}}} –   |                | {{{százalék2}}} |
|                                 | {{{jelölt3}}} –   |                | {{{százalék3}}} |
|                                 | {{{jelölt4}}} –   |                | {{{százalék4}}} |
|                                 | {{{jelölt5}}} –   |                | {{{százalék5}}} |
|                                 | {{{jelölt6}}} –   |                | {{{százalék6}}} |
|                                 | {{{jelölt7}}} –   |                | {{{százalék7}}} |
|                                 | {{{jelölt8}}} –   |                | {{{százalék8}}} |
|                                 | {{{jelölt9}}} –   |                | {{{százalék9}}} |
|                                 |                   |                |                 |
|                                 |                   |                |                 |
| 2019                            |                   | Részvétel: 34% |                 |

| \| 2024 \| \| Részvétel: 50,67% \| |                   |                   |                 |
| Jelölt                             | Jelölt            | Szavazat          | Szavazat        |
|                                    | Romhányi Károly – | 453               | 100%            |
|                                    | {{{jelölt2}}} –   |                   | {{{százalék2}}} |
|                                    | {{{jelölt3}}} –   |                   | {{{százalék3}}} |
|                                    | {{{jelölt4}}} –   |                   | {{{százalék4}}} |
|                                    | {{{jelölt5}}} –   |                   | {{{százalék5}}} |
|                                    | {{{jelölt6}}} –   |                   | {{{százalék6}}} |
|                                    | {{{jelölt7}}} –   |                   | {{{százalék7}}} |
|                                    | {{{jelölt8}}} –   |                   | {{{százalék8}}} |
|                                    | {{{jelölt9}}} –   |                   | {{{százalék9}}} |
|                                    |                   |                   |                 |
|                                    |                   |                   |                 |
| 2024                               |                   | Részvétel: 50,67% |                 |

| Áttekintő táblázat | Áttekintő táblázat | Áttekintő táblázat         | Áttekintő táblázat         | Áttekintő táblázat         | Áttekintő táblázat | Áttekintő táblázat | Áttekintő táblázat | Áttekintő táblázat |
| Év                 | Év                 | Megválasztott polgármester | Megválasztott polgármester | Megválasztott polgármester | Szavazat           | Szavazat           | Előny a 2. előtt   | Előny a 2. előtt   |
| Év                 | Év                 | név                        | szervezet                  | szervezet                  | db                 | érv.%              | db                 | %                  |
| ------------------ | ------------------ | -------------------------- | -------------------------- | -------------------------- | ------------------ | ------------------ | ------------------ | ------------------ |
| 1990               | 1990               | Szabó Elemér               |                            | –                          | (nincs adat)       | (nincs adat)       | (nincs adat)       | (nincs adat)       |
| 1994               | 1994               | Szabó Elemér               |                            | –                          | 332                | 54,2%              | +95                | +15%               |
| 1998               | 1998               | Molnár József              |                            | –                          | 581                | 82,5%              | +500               | +71%               |
| 2002               | 2002               | Molnár József              |                            | –                          | 570                | 68,2%              | +304               | +36%               |
| 2006               | 2006               | Molnár József              |                            | –                          | 576                | 84,3%              | +469               | +69%               |
|                    | 2007               | Máté Dénes                 |                            | –                          | 340                | 76,2%              | +234               | +52%               |
| 2010               | 2010               | Máté Dénes                 |                            | –                          | 363                | 67,5%              | +198               | +37%               |
| 2014               | 2014               | Romhányi Károly            |                            | –                          | 269                | 45,4%              | +14                | +2%                |
| 2019               | 2019               | Romhányi Károly            |                            | –                          | 307                | 100%               | –                  | –                  |

| Kiegészítő adatok | Kiegészítő adatok | Kiegészítő adatok | Kiegészítő adatok | Kiegészítő adatok | Kiegészítő adatok | Kiegészítő adatok    | Kiegészítő adatok    |
| Év                | Év                | jelöltek száma    | HL?               | Rész- vétel       | Érvényes szavazat | Érvénytelen szavazat | Érvénytelen szavazat |
| ----------------- | ----------------- | ----------------- | ----------------- | ----------------- | ----------------- | -------------------- | -------------------- |
| 1990              | 1990              | n.a.              | –                 | (nincs adat)      | (nincs adat)      | (nincs adat)         | (nincs adat)         |
| 1994              | 1994              | 3                 | ✓                 | 58%               | 613               | 2                    | 0,3%                 |
| 1998              | 1998              | 3                 | ✗                 | 68%               | 704               | 10                   | 1,4%                 |
| 2002              | 2002              | 2                 | ✓                 | 76%               | 836               | 8                    | 0,9%                 |
| 2006              | 2006              | 2                 | ✓                 | 64%               | 683               | 7                    | 1,0%                 |
|                   | 2007              | 2                 | ✗                 | 42%               | 446               | 3                    | 0,7%                 |
| 2010              | 2010              | 3                 | ✓                 | 52%               | 538               | 5                    | 0,9%                 |
| 2014              | 2014              | 3                 | ✓                 | 58%               | 593               | 6                    | 1,0%                 |
| 2019              | 2019              | 1                 | ✓                 | 34%               | 307               | 38                   | 11,0%                |

## Polgármesterek
| 1990-'94     | 1994-'98     | 1998-'02      | 2002-'06      | 2006-'10      | 2006-'10   | 2010-'14   | 2014-'19        | 2019-           |
| 1990-'94     | 1994-'98     | 1998-'02      | 2002-'06      | '06- '07      | '07-'10    | 2010-'14   | 2014-'19        | 2019-           |
| ------------ | ------------ | ------------- | ------------- | ------------- | ---------- | ---------- | --------------- | --------------- |
| Szabó Elemér | Szabó Elemér | Molnár József | Molnár József | Molnár József | Máté Dénes | Máté Dénes | Romhányi Károly | Romhányi Károly |
|              |              |               |               |               |            |            |                 |                 |
| –            | –            | –             | –             | –             | –          | –          | –               | –               |
|              |              |               |               |               |            |            |                 |                 |